# Głogowa (powiat ostrowski)
Głogowa (niem. Herzogstein) – wieś w Polsce położona w województwie wielkopolskim, w powiecie ostrowskim, w gminie Raszków. Leży przy drodze powiatowej Ostrów Wielkopolski - Dobrzyca, około 12 km na północny zachód od Ostrowa (dojazd autobusami ostrowskiej komunikacji miejskiej).
Wieś duchowna, własność prepozytury benedyktynów w Kościele pod koniec XVI wieku leżała w powiecie kaliskim województwa kaliskiego. 
Miejscowość leżała w obrębie księstwa krotoszyńskiego (1819-1927), którym władali książęta rodu Thurn und Taxis. W okresie Wielkiego Księstwa Poznańskiego (1815-1848) miejscowość wzmiankowana jako Głogowo należała do wsi większych w ówczesnym pruskim powiecie Krotoszyn w rejencji poznańskiej. Głogowo należało do okręgu krotoszyńskiego tego powiatu i stanowiło odrębny majątek, którego właścicielem był wówczas książę Maximilian Karl von Thurn und Taxis. Według spisu urzędowego z 1837 roku wieś liczyła 308 mieszkańców, którzy zamieszkiwali 36 dymów (domostw).
Przed rokiem 1932 miejscowość położona była w powiecie odolanowskim, W latach 1975–1998 w województwie kaliskim, w latach 1932-1975 i od 1999 w powiecie ostrowskim.